# Петраковский сельсовет
Петраковский сельсовет — сельское поселение в Здвинском районе Новосибирской области Российской Федерации.
Административный центр — село Петраки.

## История
Статус и границы сельского поселения установлены Законом Новосибирской области от 2 июня 2004 года № 200-ОЗ «О статусе и границах муниципальных образований Новосибирской области»
До 1974 г. на современной территории сельсовета находилось ликвидированное село Долгоозерка

## Население
| 1985  | 1987  | 2002  | 2004  | 2005  | 2006  | 2007  |
| ----- | ----- | ----- | ----- | ----- | ----- | ----- |
| 1610  | ↘1500 | ↘1344 | ↘1226 | ↘1178 | ↘1176 | ↗1198 |
| 2008  | 2009  | 2010  | 2012  | 2013  | 2014  | 2015  |
| ↗1248 | ↘1228 | ↘1100 | ↘1065 | ↘1044 | ↘1030 | ↘996  |
| 2016  | 2017  | 2018  | 2019  | 2020  | 2021  |       |
| ↘993  | ↘969  | ↘941  | ↘913  | ↘891  | ↘846  |       |

## Состав сельского поселения
| № | Населённый пункт | Тип населённого пункта       | Население |
| - | ---------------- | ---------------------------- | --------- |
| 1 | Городище         | деревня                      | ↘232      |
| 2 | Маландино        | деревня                      | ↘335      |
| 3 | Новоалексеевка   | деревня                      | ↘54       |
| 4 | Новомихайловка   | деревня                      | ↘28       |
| 5 | Петраки          | село, административный центр | ↗451      |

### Упразднённые населённые пункты
- Долгоозёрка — упразднённая в 1975 году деревня.
- Мишино — упразднённая в 1988 году деревня.